# Агилар, Хоэль
Хоэль Антонио Агилар Чикас (исп. Joel Antonio Aguilar Chicas; род. 2 июля 1975, Сан-Сальвадор) — сальвадорский футбольный судья. В свободное от судейства время работает преподавателем. Владеет испанским и английским языками. Судья ФИФА, судит международные матчи с 2001 года. Один из судей розыгрыша финальной стадии чемпионата мира 2010 в ЮАР и чемпионата мира 2014 в Бразилии. В среднем за игру показывает 4,77 желтой и 0,54 красной карточек, рекорд — 11 желтых и две красные (Данные на июль 2010 года).